# Светско првенство у пливању 2019 — 4×100 м мешовито микс
Такмичење у пливању у дисциплини 4×100 м мешовито у миксу на Светском првенству у пливању 2019. одржано је 24. јула (квалификације и финале) као део програма Светског првенства у воденим спортовима. Трке су се одржавале у базену Универзитетског спортског центра Намбу у јужнокорејском граду Квангџуу.
За трке у овој дисциплини биле су пријављено укупно 45 штафета, а полуфиналне и финалну трку пливало су укупно 173 пливача.
Титулу светског првака освојили су репрезентативци Аустралије за које су у финалу пливали Мич Ларкин, Метју Вилсон, Ема Макион и Кејт Кемпбел. Сребрну медаљу освојила је штафета Сједињених Држава, док је бронза припала штафети Велике Британије.

## Освајачи медаља
| | Резултат | | Резултат |                                                                                          | Резултат |
| |          | |          |                                                                                          |          |
| Аустралија · Мич Ларкин · Метју Вилсон · Ема Макион · Кејт Кемпбел · Мина Атертон · Метју Темпл · Бронте Кемпбел | 3:39,08  | Сједињене Државе · Рајан Марфи · Лили Кинг · Кајлеб Дресел · Симон Мануел · Мет Гриверс · Ендру Вилсон · Келси Далија · Малори Комерфорд | 3:39,10  | Велика Британија · Џорџија Дејвис · Адам Пити · Џејмс Гај · Фреја Андерсон · Џејмс Вилби | 3:40,68  |

## Званични рекорди
Пре почетка такмичења званични свестки рекорд и рекорд шампионата у овој дисциплини су били следећи:
| Рекорд                         | Име              | Резултат | Место                 | Датум         |
| ------------------------------ | ---------------- | -------- | --------------------- | ------------- |
| Светски рекорд СР              | Сједињене Државе | 3:38,56  | Будимпешта (Мађарска) | 26. јул 2017. |
| Рекорд светских првенстава РПр | Сједињене Државе | 3:38,56  | Будимпешта (Мађарска) | 26. јул 2017. |

## Резултати квалификација
За такмичење у тркама на 4×100 м мешовито микс било је пријављено 45 штафета из исто толико земаља, а 5 репрезентација се није појавило на старту квалификација. У свим тркама учестовала су укупно 173 пливача. Квалификационе трке одржане су 24. јула у јутарњем делу програма, са почетком од 11:29 по локалном времену, пливало се у пет квалификационих група, а пласман у финале остварило је 8 штафета са најбољим резултатима квалификација.
| Пл. | Група | Стаза | Репрезентација            | Такмичари | Време            | Нап.             |
| --- | ----- | ----- | ------------------------- | --- | ---------------- | ---------------- |
| 1.  | 5     | 3     | Сједињене Државе          | Мет Гриверс (52,75) Ендру Вилсон (58,35) Келси Далија (57,35) Малори Комерфорд (52,78)                                  | 3:41,23          | КВ               |
| 2.  | 5     | 4     | Аустралија                | Мина Атертон (59,65) Метју Вилсон (58,84) Метју Темпл (51,41) Бронте Кемпбел (52,32)                                    | 3:42,22          | КВ               |
| 3.  | 4     | 3     | Русија                    | Дарија Васкина (59,92) Кирил Пригода (58,62) Андреј Минаков (50,93) Марија Камењева (53,83)                             | 3:43,30          | КВ               |
| 4.  | 4     | 4     | Велика Британија          | Џорџија Дејвис (1:00,51) Џејмс Вилби (58,16) Џејмс Гај (50,97) Фреја Андерсон (53,73)                                   | 3:43,37          | КВ               |
| 5.  | 4     | 2     | Канада                    | Кајли Мејси (58,96) Ричард Фанк (59,80) Маргарет Макнил (57,33) Јури Кисил (47,94)                                      | 3:44,03          | КВ               |
| 6.  | 5     | 6     | Италија                   | Маргерита Панцијера (1:00,19) Николо Мартиненги (59,50) Елена Ди Лидо (56,83) Мануел Фриго (47,86)                      | 3:44,38          | КВ НР            |
| 7.  | 4     | 6     | Холандија                 | Кира Таусајнт (59,85) Арно Каминга (59,51) Матијс Госен (52,69) Фемке Хемскерк (52,62)                                  | 3:44.67          | КВ               |
| 8.  | 5     | 2     | Немачка                   | Лаура Ридеман (59,95) Фабијан Швингеншлегл (59,62) Маријуш Куш (51,86) Јесика Штајгер (53,77)                           | 3:45,20          | КВ               |
| 9.  | 5     | 1     | Белорусија                | Микита Цмих (54,30) Иља Шиманович (58,20) Анастасија Шкурдај (57,62) Оксана Дзјамидова (55,76)                          | 3:45,88          | НР               |
| 10. | 4     | 8     | Израел                    | Анастасија Горбенко (1:00,79) Итај Голдфаден (1:01,13) Томер Франкел (52,26) Андреа Мурез (53,88)                       | 3:48,06          | НР               |
| 11. | 5     | 7     | Пољска                    | Алицја Тхож (1:00,61) Јан Калусовски (1:01,52) Конрад Черњак (52,17) Катажина Вилк (53,91)                              | 3:48,21          |                  |
| 12. | 4     | 0     | Мађарска                  | Ричард Бохуш (54,33) Ана Станковић (1:08,92) Себастијан Сабо (50,98) Катинка Хосу (54,21)                               | 3:48,44          | НР               |
| 13. | 4     | 7     | Швајцарска                | Роман Митјуков (54,07) Јаник Кезер (1:00,30) Марија Уголкова (58,85) Ноеми Жирард (55,76)                               | 3:48,98          |                  |
| 14. | 1     | 4     | Данска                    | Мије Нилсен (1:01,13) Тобијас Бјерг (59,56) Виктор Бромер (53,23) Сигне Бро (55,18)                                     | 3:49,10          | НР               |
| 15. | 4     | 9     | Јужна Африка              | Кристофер Рид (54,73) Татјана Схунмакер (1:06,96) Рајан Кеце (53,59) Ерин Галагер (54,62)                               | 3:49,90          | KР НР            |
| 16. | 3     | 4     | Турска                    | Екатерина Аврамова (1:02,53) Беркај Огретир (1:00,39) Умитџан Гуреш (52,47) Селен Озбилен (55,10)                       | 3:50,49          | НР               |
| 17. | 4     | 1     | Јужна Кореја              | Ли Џухо (54,61) Мун Џеквон (1:00,97) Парк Јерин (59,73) Џанг Соун (55,58)                                               | 3:50,89          |                  |
| 18. | 5     | 0     | Литванија                 | Угне Мажутајтите (1:02,73) Котрина Тетеревкова (1:08,73) Дејвидас Маргевичијус (52,22) Тадас Душкинас (49,70)           | 3:53,38          |                  |
| 19. | 3     | 3     | Ирска                     | Конор Фергусон (54,61) Нијам Којн (1:08,41) Елен Волши (1:00,89) Роберт Пауел (49,78)                                   | 3:53,69          |                  |
| 20. | 3     | 6     | Сингапур                  | Ке Џенгвен (54,58) Кристи Чуе (1:09,96) Џонатан Тан (54,49) Шерлин Јеох (54,87)                                         | 3:53,90          |                  |
| 21. | 5     | 9     | Естонија                  | Карл Јохан Лухт (55,86) Марија Ромањук (1:09,50) Крегор Зирк (52,76) Алекса Голд (56,05)                                | 3:54,17          | НР               |
| 22. | 3     | 7     | Молдавија                 | Татјана Салкуцан (1:01,76) Татјана Кишка (1:10,15) Алексеј Санков (52,74) Константин Малаки (50,0)                      | 3:55,15          | НР               |
| 23. | 5     | 8     | Хонгконг                  | Вонг Тото Кван То (1:02,49) Мајкл Нг (1:03,84) Николас Лим (54,31) Там Хој Лам (56,43)                                  | 3:57,07          |                  |
| 24. | 3     | 5     | Кинески Тајпеј            | Чуанг Мулуен (56,18) Лин Пејвун (1:11,96) Чу Ченпинг (53,61) Хуанг Мејчиен (57,38)                                      | 3:59,13          |                  |
| 25. | 1     | 3     | Јордан                    | Лидија ел Сафади (1:10,10) Амро ел Вир (1:02,74) Кадир Бакла (55,45) Талита Бакла (1:00,25)                             | 4:08,54          |                  |
| 26. | 3     | 0     | Кенија                    | Иса Мохамед (1:02,91) Марија Брунленер (1:16,42) Емили Мутети (1:04,13) Данило Росафио (53,37)                          | 4:16,83          |                  |
| 27. | 3     | 8     | Ангола                    | Салвадор Гордо (1:02,96) Данијел Франсиско (1:09,76) Лија Лима (1:05,35) Катарина Соуса (59,31)                         | 4:17,38          |                  |
| 28. | 2     | 6     | Мадагаскар                | Идеали Тендринавалона (1:07,85) Жонатан Рарвел (1:08,03) Херинијаво Расолоњатово (1:01,81) Тијана Рабаријаона (1:00,65) | 4:18,34          |                  |
| 29. | 2     | 4     | Папуа Нова Гвинеја        | Самјуел Сегерс (1:02,38) Рајан Маскелајн (1:04,22) Џорџија Лејг Вејл (1:09,50) Џудит Мири (1:02,89)                     | 4:18,99          |                  |
| 30. | 2     | 0     | Јерменија                 | Ани Погосјан (1:13,23) Варсеник Манучарјан (1:17,48) Артур Барсегјан (56,35) Вахан Мхитарјан (52,74)                    | 4:19,80          |                  |
| 31. | 2     | 2     | Гана                      | Џејсон Артур (56,52) Каја Форсон (1:24,22) Абеику Џексон (55,69) Зира Форсон (1:04,97)                                  | 4:21,40          |                  |
| 32. | 2     | 8     | Микронезија               | Калео Кихленг (1:06,84) Таси Лимтијако (1:04,70) Марџи Винтер (1:10,68) Тијана Адамс (1:07,94)                          | 4:30,16          |                  |
| 33. | 2     | 9     | Нигерија                  | Ифеакачуку Нмор (1:12,25) Чинело Ијади (1:21,39) Абиола Огунбанво (58,26) Јелоу Јеија (1:03,69)                         | 4:35,59          |                  |
| 34. | 2     | 7     | Тонга                     | Финау Охуафи (1:04,93) Амини Фонуа (1:08,23) Чариса Пануве (1:19,82) Ноелани Деј (1:06,93)                              | 4:39,91          |                  |
| 35. | 1     | 5     | Северна Маријанска Острва | Џун Тенорио (1:04,40) Леносуке Сузуки (1:22,52) Ајка Ватанабе (1:18,18) Ђин Ђу Томпсон (1:11,10)                        | 4:56,20          |                  |
| 36. | 2     | 3     | Малдиви                   | Ајсат Саусан (1:18,66) Саџина Ајшат (1:28,34) Мубал Азам Ибрахим (1:10,44) Али Иман (59,35)                             | 4:56,79          | НР               |
| 37  | 3     | 2     | Мексико                   | Мирјам Гевара (1:05,50) Мигел Чавез Марија Хименез Орус Брисењо                                                         | Дисквалификовани | Дисквалификовани |
| 37  | 3     | 9     | Сенегал                   | Софија Дијањ (1:09,71) Абдул Нијане Стеван Емабл Жана Бутбијен                                                          | Дисквалификовани | Дисквалификовани |
| 37  | 4     | 5     | Јапан                     | Нацуми Сакај (1:00,08) Јасухиро Косеки (59,50) Наоки Мизунума (51,85) Рика Омото                                        | Дисквалификовани | Дисквалификовани |
| 37  | 5     | 5     | Кина                      | Ли Гуангјуен (53,78) Ванг Лиџуо Ванг Јичуен Џу Менгхуеј                                                                 | Дисквалификовани | Дисквалификовани |
| 37  | 1     | 2     | Филипини                  | | Нису наступили   | Нису наступили   |
| 37  | 1     | 6     | Панама                    | | Нису наступили   | Нису наступили   |
| 37  | 2     | 1     | Малезија                  | | Нису наступили   | Нису наступили   |
| 37  | 2     | 5     | Уганда                    | | Нису наступили   | Нису наступили   |
| 37  | 3     | 1     | Исланд                    | | Нису наступили   | Нису наступили   |

## Финале
Финална трка је пливана 24. јула са почетком од 21:50 часова по локалном времену.
| Пл. | Стаза | Репрезентација   | Такмичари                                                                                      | Време   | Нап.             |
| --- | ----- | ---------------- | ---------------------------------------------------------------------------------------------- | ------- | ---------------- |
|     | 5     | Аустралија       | Мич Ларкин (53,47) Метју Вилсон (58,37) Ема Макион (56,14) Кејт Кемпбел (51,10)                | 3:39,08 |                  |
| 2   | 4     | Сједињене Државе | Рајан Марфи (52,46) Лили Кинг (1:04,94) Кајлеб Дресел (49,33) Симон Мануел (52,37)             | 3:39,10 |                  |
| 3   | 6     | Велика Британија | Џорџија Дејвис (59,25) Адам Пити (57,73) Џејмс Гај (50,72) Фреја Андерсон (52,98)              | 3:40,68 |                  |
| 4.  | 3     | Русија           | Јевгениј Рилов (51,97) Кирил Пригода (58,22) Светлана Чимрова (57,79) Марија Камењева (52,80)  | 3:40,78 | НР               |
| 5.  | 2     | Канада           | Кајли Мејс (58,97) Ричард Фанк (59,51) Маргарет Макнил (56,74) Јури Кисил (47,84)              | 3:43,06 |                  |
| 6.  | 7     | Италија          | Симоне Сабиони (53,50) Фабио Скоцоли (59,70) Елена Ди Лидо (57,31) Федерика Пелегрини (52,76)  | 3:43,27 | НР               |
| 7.  | 8     | Немачка          | Лаура Ридман (1:00,01) Фабијан Швингеншлегл (59,12) Маријуш Куш (51,37) Јесика Штајгер (54,57) | 3:45,07 |                  |
| —   | 1     | Холандија        | Кира Таусајнт Арно Каминга Матијс Госен Фемке Хемскерк                                         | —       | Дисквалификација |